# Seznam osebnosti španske državljanske vojne
Seznam osebnosti španske državljanske vojne.

## Republikanci

### Politiki
- Manuel Azaña - zadnji predsednik Druge španske republike
- Joaquín Arderíus - vodja Socorro Rojo Internacional
- Santiago Carrillo - generalni sekretar Komunistične partije Španije
- Buenaventura Durruti - vodilni anarhist
- Federico García Lorca - politični aktivist
- José Giral - predsednik vlade Španije
- Dolores Ibárruri - generalni sekretar Komunistične partije Španije
- Francisco Largo Caballero - politik
- Diego Martínez Barrio - predsednik vlade Španije
- Juan Negrín - politik
- Indalecio Prieto - politik
- Melchor Rodríguez García - politik

### Generali in vojaške osebnosti
- Bert Acosta - ameriški najemniški vojaški pilot
- Pedro García Cabrera - obveščevalec
- Valentin González - poveljnik
- Samuel Krafsur - ameriški prostovoljec
- André Malraux - francoski vojaški pilot
- Carl Marzani - ameriški prostovoljec
- José Miaja - general
- Juan Modesto - general
- George Orwell - prostovoljec
- Kim Philby - vohun pri nacionalistih
- Vicente Rojo Lluch - poveljnik
- Henri Rol-Tanguy - francoski politični komisar
- Eddie August Schneider - ameriški najemniški vojaški pilot
- Frank Glasgow Tinker - ameriški najemniški vojaški pilot

### Podporniki
- Ernest Hemingway

### Drugo
- Norman Bethune - vojaški kirurg
- Miguel Hernández - pesnik
- Robert Miller - ameriški tiskovni predstavnik republikancev
- Pablo Neruda - čilenski diplomat

## Nacionalisti

### Generali in vojaške osebnosti
- José Millán Astray - general
- Luis Carrero Blanco - admiral
- Miguel Cabanellas - general
- Roy Campbell - južnoafriški prostovoljec
- Fidel Dávila - general
- Francisco Franco - general
- Emilio Mola - general
- Juan March Ordinas - obveščevalec za Združeno kraljestvo
- José Sanjurjo - general
- Rafael García Valiño - general
- Gonzalo Queipo de Llano - general
- Juan Yagüe - general